# Кюменегород
Кюменегород (Кюмень-город, фин. Kyminlinna, швед. Kymmeneborg) — небольшая российская крепость конца XVIII века в границах современного города Котка, в области Кюменлааксо, в юго-восточной Финляндии. Крепость расположена на острове Ховинсари, к северу от острова Котка, в устье реки Кюмийоки. Построена по указаниям Александра Васильевича Суворова в 1791—1795 годах на существовавшей тогда российско-шведской границе в качестве одного из оборонительных рубежей в системе укреплений, позднее названных Суворовской оборонительной линией. Перестроена в 1803—1808 гг.

## История
В 1743 году по Абоскому миру Швеция уступила России территорию Финляндии до западного рукава реки Кюмень (ныне Кюмийоки). По Верельскому мирному договору 1790 года граница осталась неизменной.
В 1791 году генерал-аншеф Александр Суворов по поручению императрицы Екатерины II занялся составлением проекта строительства пограничных укреплений Русской Финляндии. По итогам трёхнедельной инспекционной поездки им был подготовлен «План оборонительных мероприятий в Финляндии на случай войны со Швецией». Согласно плану, одним из пяти передовых оборонительных постов должен был стать Кюменеград, при котором следовало устроить укреплённую гавань для гребной флотилии. В июне 1791 года полководец получил назначение командующего войсками, расквартированными в Выборгском наместничестве, с указанием провести мероприятия по возведению укреплений, предусмотренных составленным им же планом. В течение 1791—1792 годов генерал-аншеф руководил масштабными строительными работами, проявив способности инженера-фортификатора, организатора и даже снабженца.
Фактической штаб-квартирой Суворова на период строительства стала основанная им крепость Кюменеград (Кюменегород, Кюмень-город). Рядом с этой сухопутной крепостью в 1790—1796 гг. была возведена морская крепость Роченсальм, защищавшая от нападения с моря. В свою очередь Кюменегородская крепость защищала Роченсальм от нападения с Королевской дороги. Проводя время в постоянных разъездах, Суворов чаще всего направлял письма, записки и рапорта из этих двух крепостей. Помимо военно-инженерных работ, в Кюменегородской крепости Суворов большое внимание уделил заботам о местной православной церкви.
Работы по возведению деревянно-земляного бастиона диаметром несколько сот метров продолжались до 1795 года. Начатые Суворовым работы продолжил П. К. Сухтелен.
В 1803—1808 гг. бастион заменили новой крепостью, в 6 раз большей по размерам.
В результате Русско-шведской войны (1808—1809) граница Российской империи переместилась далеко на запад, и Кюменеград, как и другие возведённые под руководством Суворова укрепления, утратил роль пограничного форпоста. Но некоторое время в нём продолжали размещаться войска. В 1824 году в тех же двух комнатах, которые занимал когда-то Суворов, жил служивший в Нейшлотском полку поэт Евгений Баратынский.
В 1835 году Кюменьгородская крепость была упразднена.
В ходе Крымской войны, в кампанию 1855 года, англо-французский десант сжёг поселение, разгромив защищавшую его с моря крепость Роченсальм (в английских источниках упоминается как «захват острова Котка»).
В 1878 году по указу императора Александра II поселение, возникшее при утративших былое значение крепостях Кюменеград и Роченсальм, получило статус города, названного Котка.
Площадь крепости составляла 74 гектара, на которых сохранилось 23 постройки, в основном деревянных времянок. В XIX—XX вв. восточную часть крепости отделили построенные железная и автомобильная дороги.
Российский гарнизон размещался в крепости до 1917 года. Во время гражданской войны в Финляндии в 1918 году крепость служила местом подготовки финской Красной гвардии. В апреле 1918 года немецкие войска атаковали расквартированную здесь финскую Красную гвардию. При штурме 8 апреля погиб немец Вилли Хайнц (род. 1895), герой «Баллады о Вилли Хайнце» (Balladi Willy Heinzista) Вейкко Лави.
С 1922 по 1939 годы в крепости находился лагерь для беженцев из СССР. В лагере проживало в общей сложности 700 беженцев, прибывших с территории Советского Союза.
С 1939 по 2005 годы в крепости размещались войсковые части Финляндии.
Также крепость служила госпиталем для больных туберкулёзом.
С 2017 года принято решение сделать крепость доступной для посетителей.